# Trompa alto
La trompa alto, trompa tenor, charcheta, armonia, onoben, saxo o bombardino en mi bemol es un instrumento de viento-metal afinado en mi♭ (bemol). Tiene un taladro cónico que incrementa progresivamente y normalmente usa una boquilla (viento-metal) profunda como la de la corneta. 
En Estados Unidos, comúnmente se usa en las bandas de marcha, bandas de viento-metal y conjuntos similares, mientras que la trompa tiende a adoptar las partes correspondientes en las agrupaciones sinfónicas y conjuntos clásicos de metales. En Estados Unidos y Alemania el nombre de trompa tenor es el mismo para el bombardino barítono, así como para la tuba y el bombardino. Para evitar confusiones, en ocasiones es denominado bombardino en mi♭.

## Descripción
La trompa alto (en mi♭) tiene un taladro cónico, como la trompa orquestal (en fa) y utiliza una boquilla profunda. Se utiliza en las bandas de viento-metal británicas y muy raramente se incluyen en la orquesta donde su papel es interpretado por las trompas para orquesta. Sin embargo, se encuentran regularmente en bandas de concierto, donde tiene la misma categoría que la trompa. El taladro cónico y la boquilla profunda producen un sonido suave y redondeado que es utilizado la mayoría de las veces como media de voz, en apoyo a las melodías de las trompetas, cornetas o fliscornos, y llena el espacio por encima de los instrumentos tenores y bajos (trombón, bombardino barítono, bombardino y tuba). En raras ocasiones existen papeles solistas para la trompa alto y, por lo general, son interpretados por las trompas. La mayoría de las trompas alto se afinan en mi♭ y son instrumentos transpositores. Su tesitura típica es desde el La una octava y una tercera menor por debajo del Do central del piano hasta el mi♭ una octava y una tercera menor por encima del Do central (mi2 to mi♭5). La campana estándar hasta la tiene dos formas básicas, una con el comienzo de la curva de la campana sobre la parte superior de las válvulas (o pistones) y el otro por debajo de la curva válvulas.

## Historia
A mediados de la década de 1800, el belga Adolphe Sax inventó este instrumento como la voz alto de la familia del saxhorno. La trompa alto ha sido construida de diversas formas: la más común es una especie de tuba pequeña, con la campana apuntando hacia arriba, que puede ayudar a que el sonido llegue antes al público; la trompa solista que se parece (de hecho, efectivamente lo es) un fliscorno ampliado, con la campana hacia delante, proyectando el sonido más hacia el público; otra variante tiene la campana apuntando hacia atrás (para bandas militares de marcha que precedían a los soldados, por lo tanto, ayudarles a conocer mejor y conservar mejor tiempo en la marcha). De estos tipos sólo el instrumento en posición vertical estándar es visto en las bandas de viento-metal del Reino Unido y sigue siendo el más común
En la actualidad, este instrumento ha sido pupularizado en México, especialmente gracias a géneros musicales como la Banda sinaloense y corridos tumbados.